# Odyendea gabunensis
Odyendea es un género monotípico de plantas perteneciente a la familia Simaroubaceae. Su única especie: Odyendea gabunensis, se encuentra en África tropical.

## Descripción
Es un arbusto o árbol forestal. Las hojas son alternas, imparipinnadas, de 8-40 (-55) cm de largo. Las inflorescencias terminales y axilares. Las frutas con pepitas 1-3 mericarpos (-4) juntos en pedicelos fructíferos. Con una semilla por mericarpo. 

## Distribución y hábitat
Se encuentra en las selvas tgropicales de África, desde Senegal hasta Nigeria, en Camerún, República Centroafricana, Congo (Kinshasa), Angola y Zambia.

## Taxonomía
Odyendea gabunensis fue descrita por Heinrich Gustav Adolf Engler y publicado en Die Natürlichen Pflanzenfamilien 3(4): 215, en el año 1896